# 埃夫勒西
埃夫勒西（法語：Évrecy，法語發音：[evʁəsi] ⓘ）是法国卡尔瓦多斯省的一个市镇，属于卡昂区。

## 地理
埃夫勒西（49°5'59"N, 0°30'12"W）面积8.31 平方千米，位于法国诺曼底大区卡爾瓦多斯省，该省份为法国西北部沿海省份，北濒大西洋英吉利海峡，东北与滨海塞纳省以海上边界相接，东临厄尔省，南至奧恩省，西与芒什省接壤。
与埃夫勒西接壤的市镇（或旧市镇、城区）包括：阿沃奈、布日、埃凯圣母村、加夫吕、迈泽、圣奥诺里讷迪费、瓦科涅-讷伊。

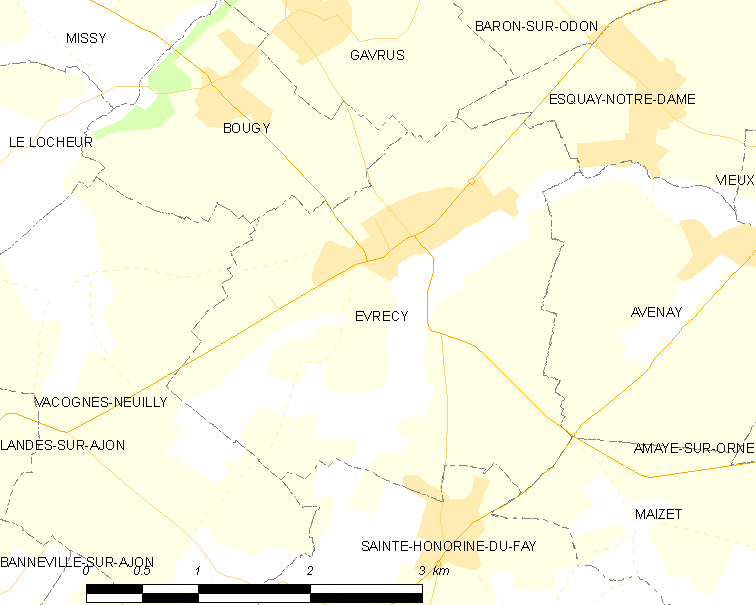
埃夫勒西的OSM定位图

埃夫勒西的时区为UTC+01:00、UTC+02:00（夏令时）。

## 行政
埃夫勒西的邮政编码为14210，INSEE市镇编码为14257。

## 政治
埃夫勒西所属的省级选区为埃夫勒西县。

## 人口

1962-2008年间埃夫勒西人口变化图示

埃夫勒西于2022年1月1日时的人口数量为2052人。